# Артамонов, Василий Васильевич
Васи́лий Васи́льевич Артамо́нов (13 августа 1926 года — 23 октября 1945 года) — участник Великой Отечественной войны, наводчик орудия 538-го стрелкового полка 120-й стрелковой дивизии 21-й армии 1-го Украинского фронта, Герой Советского Союза (10.04.1945), младший сержант.

## Биография
Родился 13 августа 1926 года в деревне Рылово ныне Сонковского района Тверской области в семье крестьянина. Русский. Окончил неполную среднюю школу. Работал в колхозе.
В 1943 году призван в ряды Красной Армии. В боях Великой Отечественной войны с ноября 1943 года. Воевал на 1-м Украинском фронте.
В батарее В. В. Артамонов был самым юным. Ему не исполнилось и двадцати. И внешне он не выглядел богатырём, но стрелял отлично, пушку знал лучше иных старослужащих и вражеским снарядам не кланялся. В. В. Артамонов зарекомендовал себя бесстрашным и умелым истребителем техники и живой силы врага.
23 января 1945 вода 120-я стрелковая дивизия, развивая успех наступления, начала форсирование Одера в районе города Оппельна, ныне Ополе на территории Польши. Первым через реку переправил своё орудие расчёт, в котором наводчиком был В. В. Артамонов. Своим огнём он обеспечил переправу пехоте и захват плацдарма на западном берегу Одера.
В ночь на 24 января 1945 года гитлеровские автоматчики предприняли контратаку, поддержанную танками. Наводчик, подпустив танки ближе, подбил один из них прямой наводкой. Машины повернули назад. На следующий день контратаки повторились. В. В. Артамонов бил по наступавшим шрапнелью в упор и обратил гитлеровцев в бегство, уничтожив до восьмидесяти фашистских солдат и офицеров.
Указом Президиума Верховного Совета СССР от 10 апреля 1945 года за мужество и героизм, проявленные при форсировании Одера и удержании плацдарма на его западном берегу младшему сержанту Василию Васильевичу Артамонову присвоено звание Героя Советского Союза.
День Победы младший сержант В. В. Артамонов встретил в Чехословакии. Однако бои продолжались, и 13 мая 1945 года Артамонов был тяжело ранен. После госпиталя он войны вернулся в родное село. Но получить заслуженную награду Родины отважный артиллерист так и не успел. Василий Васильевич Артамонов скончался от фронтовых ранений 23 октября 1945 года. Похоронен в д. Хонеево Сонковского района Тверской области.

## Награды
- Медаль «Золотая Звезда» Героя Советского Союза
- Орден Ленина
- Медаль

## Память
- В деревне Пригорки Сонковского района установлена мемориальная доска, а в посёлке городского типа Сонково именем Героя названа улица.